# ATM25
ATM25 ist eine ATM-Version, bei der die Daten mit 25,6 Mbit/s übertragen werden, also deutlich weniger als die zu Anfang für ATM vorgesehenen 155 Mbit/s.
ATM25 weist gegenüber anderen ATM-Versionen keine Besonderheiten auf. Jedoch sind ATM25-Chipsätze im Vergleich zu schnellen ATM-Chipsätzen preiswert, so dass durch sie ATM-Technologie (z. B. ATM25-Switches) für den gehobenen SOHO-Bereich verfügbar wurde. Jedoch setzte sich Ethernet in diesem Bereich durch und ATM25-Systeme erlangte keine große Verbreitung. Die WAN-Anbindung von ATM25-Systemen erfolgte häufig über eine entsprechend schnelle DSL-Variante. DSL bot sich hier als WAN-Anschlusstechnik an, da bei frühen DSL-Verfahren u. a. auch ATM-basierte Übertragungstechniken verwendet wurden.